# Сражение при Равне
Сражение при Равне (серб. Бој на Равњу) или при Засавице — последнее сражение, ознаменовавшее крах Первого сербского восстания.
С началом летом 1813 года османского наступления на сербских повстанцев боснийский визирь Дерендели Али-паша и Сулейман-паша Скопляк, командующий турецкой кавалерией, сосредоточили на западном берегу Дрины большую часть турецких сил, находившихся в Боснии, с целью сломить сербскую оборону по линии Цер — Китог — Равне и прорваться в сторону Шабаца. Турки располагали многочисленной кавалерией и артиллерией; с ними работали французские артиллеристы и инженеры, которые обучали турок обращению с новыми французскими пушками и рытью сап и закладки мин для подрыва укреплений повстанцев.
В августе 1813 года повстанческие силы построили и хорошо укрепили огромный шанец в Равне, который протянулся на 560 шагов между Савой и Засавицей. Здесь собрались повстанческие вожди с остатками своих отрядов; около 3000 повстанцев с примерно пятью пушками.
С подходом основных турецких сил первоначальные стычки с турками превратились в кровопролитные бои днем и ночью. Они продолжались непрерывно 17 дней. Обстрелы турецкой артиллерии изо дня в день чередовались атаками турецкой кавалерии и пехоты. Несколько раз туркам удавалось проникнуть в отдельные участки шанца, но повстанцам удавалось их вытеснить.
По совету французских инженеров турки начали рыть параллели, чтобы как можно ближе подойти к шанцу. 17 сентября 1813 года старейшины провели собрание и решили покинуть Равне. Отступление сербских вождей и других выживших повстанцев прикрывал Зека Булюбаш и около 800 его гайдуков, которые погибли, мужественно защищая отступление повстанческой армии. Сима Маркович, под командованием которого в Шабаце было 10 000 человек, по необъяснимым причинам не пришел на помощь защитникам Равне, как раньше повстанцам из Лозницы и Лешницы.
На следующий день, 18 сентября, турки направились в сторону Мовчанска-Митровицы, пересекли Модран и спустились по Саве в сторону Шабаца, где устроили резню оставшихся повстанцев и мирного населения.
Когда турки сломили героическое сербское сопротивление у Равни и Засавицы и атаковали Шабац, Карагеоргий с русским дипломатическим агентом Ф. И. Недобо и митрополитом Леонтием решили покинуть страну. В воскресенье 21 сентября 1813 года они перебрались на австрийскую сторону Дуная, в Земун. 25 сентября турецкие войска вошли в Белград.
Когда 6 октября 1813 года до Константинополя дошло известие, что турецкая армия вновь заняла Белград, Шабац и Смедерево, в течение трех дней, по три раза, в Константинополе и на Босфоре в честь этого события стреляли пушки.